# Llengües aslianes
Les llengües aslianes, àsliques o asli són un grup de llengües indígenes parlades pels Orang Asli, els habitants aborígens de la península malaia i la regió peninsular de Tailàndia. Formen una branca nombrosa de les llengües austroasiàtiques. Algunes tenen reconeixement oficial per part del govern de Malàisia (Kensiu, Kintaq, Jehai, Mendriq, Bateg, Che' Wong, Lanoh, Temiar, Semai, Jah Hut, Mah Meri, Semaq Beri, Semelai i Temoq).

## Història i origen
Les llengües aslianes procedeixen de la regió a l'oest de la principal cadena muntanyosa de la regió i eventualment van anar desplaçant-se cap a l'est fins a Kelantan, Terengganu i Pahang. Dins de les llengües austroasiàtiques les més properes són les llengües mòniques i les llengües nicobareses. És possible que els parlants de protomon i protonicobarès poguessin haver tingut contacte amb els immigrants que es van desplaçar a la península malaia des del nord.
Hi ha envidència que les llengües aslianes presenten préstecs complexos que reflecteixen diferents estadis lingüístics, alguns desapareguts fa temps de la península maiala. La migració dels pobles parlants de llengües aslianes pot ser reseguida a partir de l'evidència etimològica i de l'evidència arqueològica.
Actualment, el semai i el temiar, ambdues llengües senoiques (àsli central), són les dues llengües amb el major nombre de parlants, i són les úniques llengües aslianes amb més de 10 mil parlants.

## Classificació
- Jahaic (Septentrional): chewong; tonga (mos); batek [oriental], jahai, menriq, mintil; kensiu [occidental] (mos), kintaq (kentaqbong).
- Senoic (Sakai, Central): semai, temiar, lanoh, sabum, semnam.
- Semelaic (Meridional): mah meri (besisi), semelai, temoq, semoq beri.
- Jah Hut

Altres llengües malaiopolinèsies que els aborígens de la península malaia parlen: jakun, orang kanaq, orang seletar, temuen. El kenaboi és una llengua poc documentada que podria haver estat una llengua asliana.

## Comparació lèxica
Els numerals comparats de diferents llengües aslianes són:
| GLOSSA | Àsli central (Senoic) | Àsli central (Senoic) | Àsli central (Senoic) | Àsli central (Senoic) | Àsli meridional (Semelaic) | Àsli meridional (Semelaic) | Àsli meridional (Semelaic) | Àsli meridional (Semelaic) | PROTO- ASLI |
| GLOSSA | Lanoh- Sabüm          | Semai                 | Semnam                | Temiar                | Mah Meri                   | Semalai                    | Semaq Beri                 | Temoq                      | PROTO- ASLI |
| ------ | --------------------- | --------------------- | --------------------- | --------------------- | -------------------------- | -------------------------- | -------------------------- | -------------------------- | ----------- |
| 1      | niy                   | nanəʔ                 | niːy                  | ney                   | mũy                        | muy                        | muy                        | mũy                        | *mwei       |
| 2      | naːy                  | naːr                  | naːy                  | naar                  | m̥a                         | (duwaʔ)                    | hmar                       | (dua)                      | *m̥aːr       |
| 3      | (tiga)                | niːʔ                  | (tigaʔ)               | nɛʔ                   | m̥peʔ                       | hmpɛʔ                      | hmpɛʔ                      | m̥mɛʔ                       | *m̥-pɛʔ      |
| 4      | (əmpat)               | (ʔm̩pat)               | (ʔmpăt)               | (ʔɛmpat)              | (mpat)                     | hmpon                      | hmpon                      | m̥m̩pʊn                      | *m̥-pon      |
| 5      | (lima)                | (limaːʔ)              | (limaːʔ)              | (limaaʔ)              | (limãʔ)                    | məsɔŋ                      | msɔŋ                       | mɨsoɡŋ                     | *mə-sɔŋ     |
| 6      | (nam)                 | (naːm)                | (ʔnaːm)               | (ʔənam)               | (nãm)                      | pruʔ                       | ənam                       | pɾuʔ                       | *pruʔ       |
| 7      | (tud͡ʒoh)              | (tuɟoh)               | (tuɟŭh)               | (tuɟoh)               | (tud͡ʒuh)                   | tud͡ʒuh / tmpɔh             | (tud͡ʒuh)                   | tampoɔh                    | *           |
| 8      | (lapan)               | (lapaːn)              | (lapaːn)              | (lapan)               | (lapa̰n)                    | (lapan) / kitwit           | (lapan)                    | (lapan)                    | *           |
| 9      | (smilan)              | (smilaːn)             | (smilaːn)             | (sɛmbilan)            | (səmila̤n)                  | (smilan)/ kantim           | (səmbilan)                 | (smilan)                   | *           |
| 10     | (səpulə)              | (spuloh)              | (spuloːh)             | (səpuloh) / jəs tiik  | (mpuluh)                   | (səpuluh)/ kumai           | (muy puluh)                | (səpulə)                   | *           |

| GLOSSA | Àsli septentrional | Àsli septentrional | Àsli septentrional | Àsli septentrional | Àsli septentrional | Àsli septentrional | Àsli septentrional | Jah Hut       |
| GLOSSA | Batek              | Chewong            | Jehai              | Kensiu             | Minriq             | Mintil             | Tonga              | Jah Hut       |
| ------ | ------------------ | ------------------ | ------------------ | ------------------ | ------------------ | ------------------ | ------------------ | ------------- |
| 1      | nay                | nãy                |                    | nay                |                    |                    |                    | nwɛy～ niʔwɛy |
| 2      | (duaʔ)             | ber                |                    | biʔe̝y～ biyɛ       |                    |                    |                    | nar           |
| 3      | (tigaʔ)            | pɛd                |                    | (tiɡaʔ)            |                    |                    |                    | (tiga)        |
| 4      | (empat)            | pan                |                    | (ʔampat)           |                    |                    |                    | (əmpat)       |
| 5      | (limɛːʔ)           | (limãʔ)            |                    | (liˈmaʔ)           |                    |                    |                    | (lima)        |
| 6      | (nɛm)              | (ʔənãm)            |                    | (nam)              |                    |                    |                    | (ənam)        |
| 7      | (tuɟoh)            | (tud͡ʒoh)           |                    | (tuˈɟoh)           |                    |                    |                    | (tud͡ʒoh)      |
| 8      | (lapan)            | (lapan)            |                    | (laˈpadn)          |                    |                    |                    | (dəlapan)     |
| 9      | (smilan)           | (səmilan)          |                    | (səmiˈladn)        |                    |                    |                    | (səmbilan)    |
| 10     | (spuloh)           | (səpuluh)          |                    | (supuˈloh)         |                    |                    |                    | (səpuluh)     |
Els termes entre parèntesis són préstecs de llengües malaiopolinèsies (austronesi).